# تساغکاشن (رود، استان گغارکونیک)
تساغکاشن (به ارمنی: Ծաղկաշեն) رودی است در کشورهای ارمنستان که در استان گغارکونیک جریان دارد که از رشته‌کوه واردنیس سرچشمه می‌گیرد و به گایلادزور می‌ریزد. طول آن ۶ کیلومتر (۳٫۷ مایل) و مساحت حوضه آبخیز (دبی) آن کیلومتر مربع می‌باشد.